# Lutz (rivière)
Pour les articles homonymes, voir Lutz.
 (juillet 2014).
Si vous disposez d'ouvrages ou d'articles de référence ou si vous connaissez des sites web de qualité traitant du thème abordé ici, merci de compléter l'article en donnant les références utiles à sa vérifiabilité et en les liant à la section « Notes et références ».
Le Lutz est une rivière du Vorarlberg autrichien, le principal de la grande vallée des Walser.